# Ford Contour
El Ford Contour o Mercury Mystique es un automóvil de cuatro puertas tipo sedán que se comercializó entre 1993 y 2000 por Ford Motors Company en América del Norte. El Contour y el Mystique reemplazaron al Ford Tempo y al Mercury Topaz, basados en la plataforma de Ford CDW27.
Ford suspendió la producción de estos dos modelos sin establecer un reemplazo directo para Estados Unidos y Canadá; mientras, en México, Ford reemplazó al Contour y Mystique con una variante de fabricación local del modelo en Europa. Además, Ford dejó de vender los vehículos Mercury en México entre 2000 y 2003. El Ford Fusion se introdujo en 2005 para reemplazar al Contour de los Estados Unidos y Canadá, y el Ford Mondeo en México, también fue reemplazado por el compacto Ford Focus y el Taurus.

## Rediseño
En 1998, Ford remodeló el Contour y el Mystique. El estilo se basó en el modelo que había sido lanzado en Europa dos años antes.
Ford también ha añadido una versión SVT para el Contour, en el que utilizó una versión especialmente adaptada y modificada del V6 Dohc de 2.5 l que desarrolla 195 CV (145 kW) (1998) / 200 CV (149 kW) (1999/2000) y solo estaba disponible con una transmisión manual de cinco velocidades. También se incluyó una nueva carrocería con el Contour SVT; los asientos y los indicadores del salpicadero de esferas blancas, llantas más grandes con neumáticos de alto rendimiento, mejores frenos y una suspensión reajustada. El Contour SVT estaba disponible principalmente por encargos especialmente designados por los concesionarios Ford. 

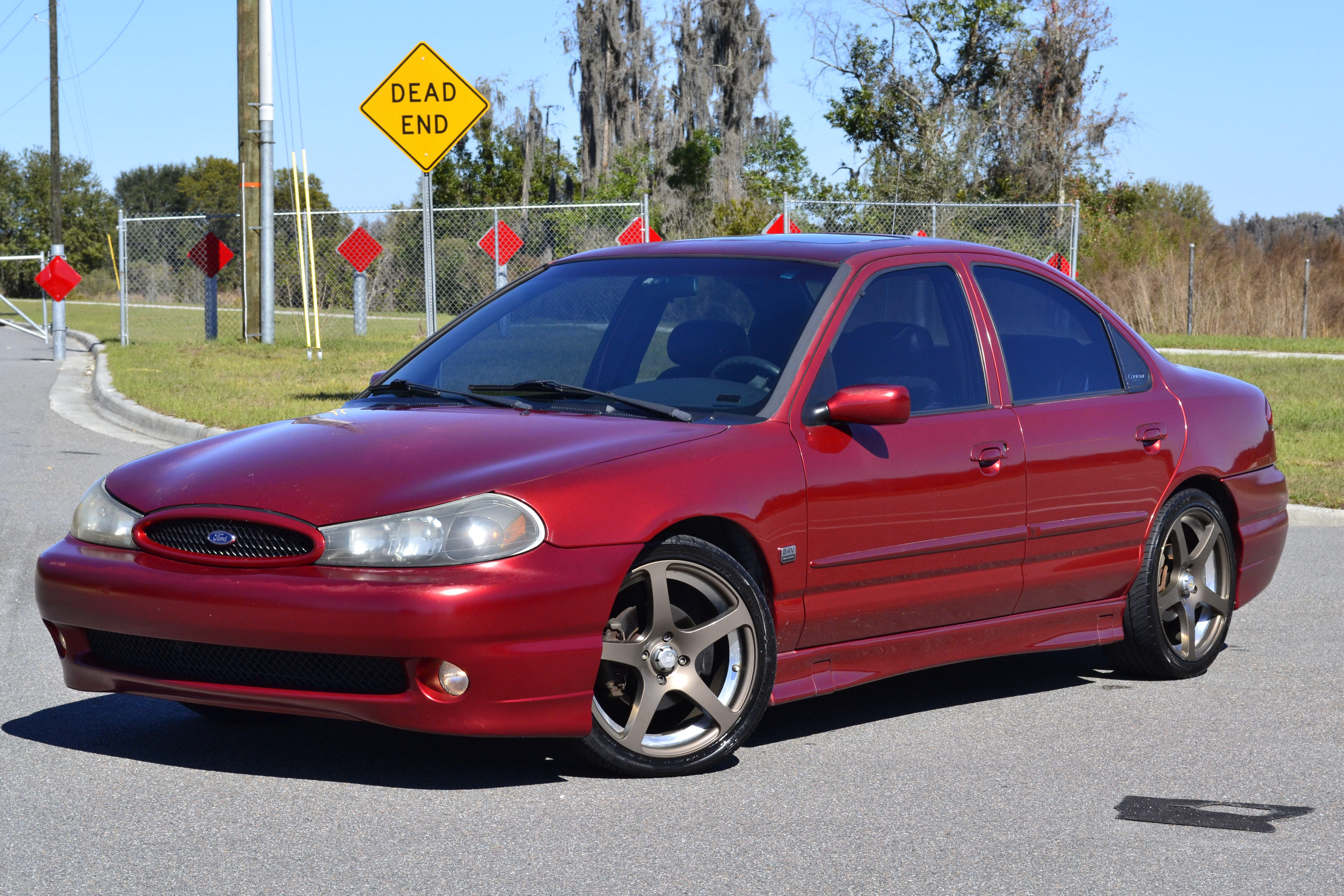
Segunda serie basada en el Mondeo Mk2
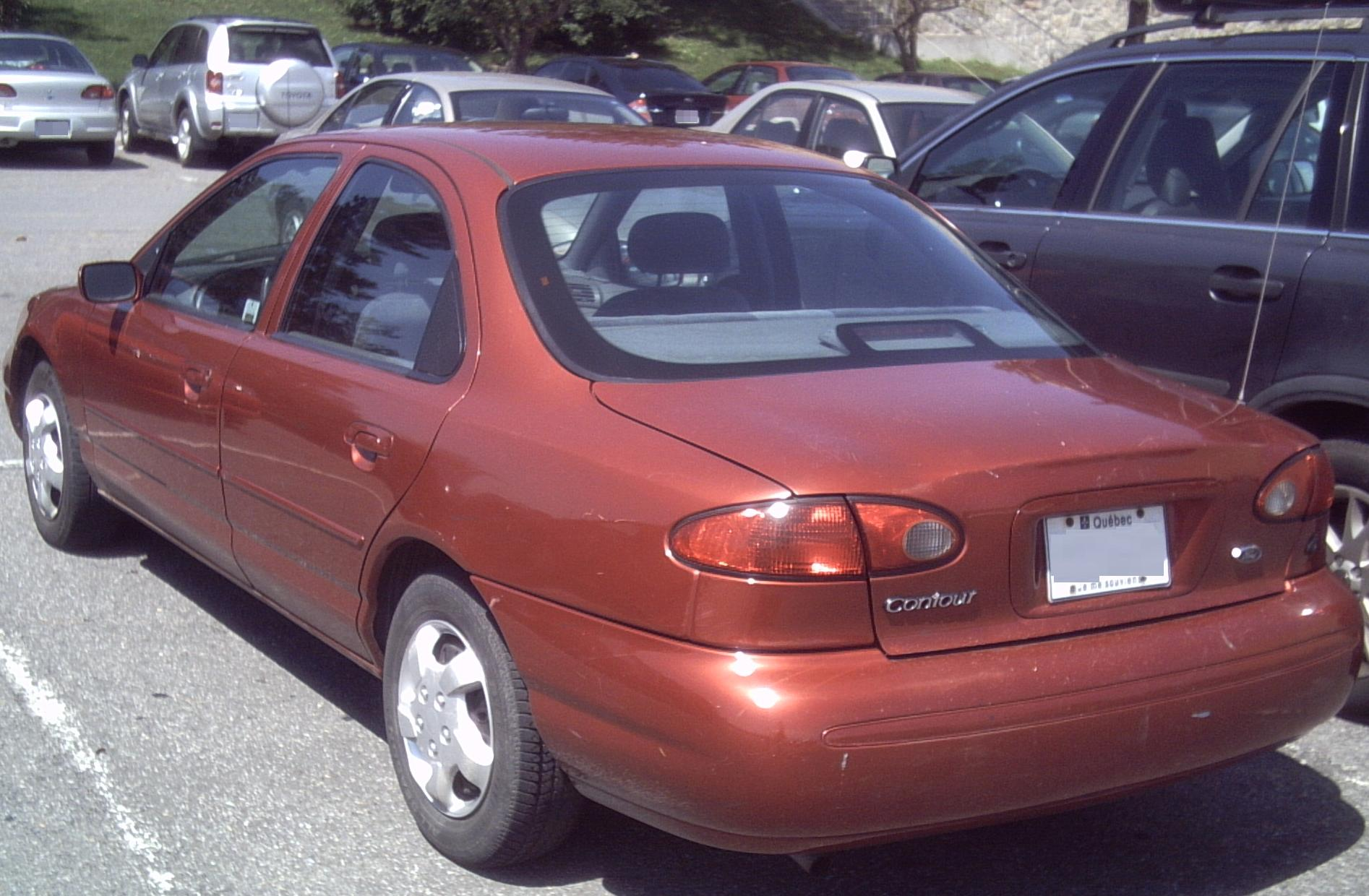
Segunda serie basada en el Mondeo Mk2 vista posterior
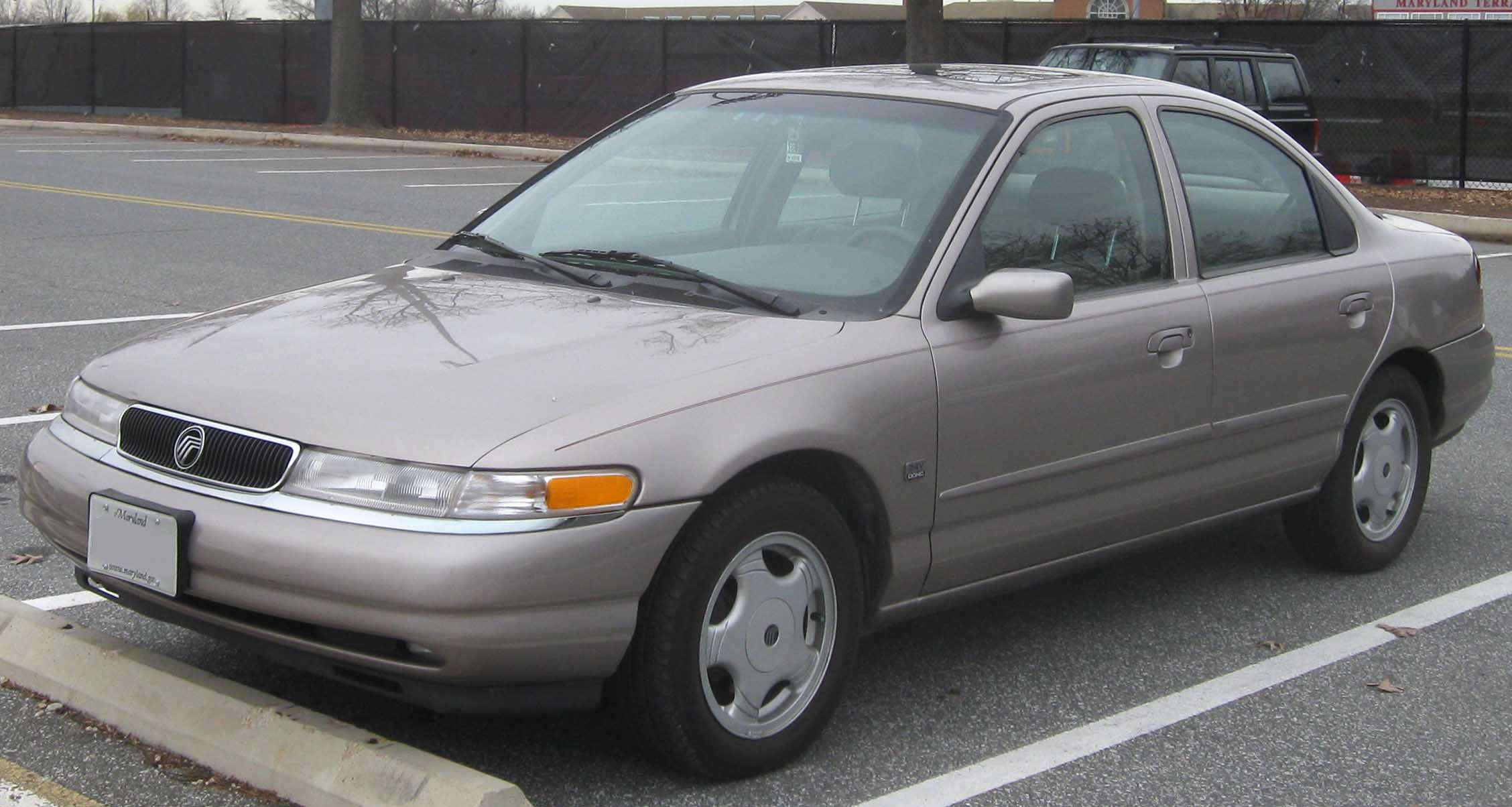
Mercury Mystique primera serie
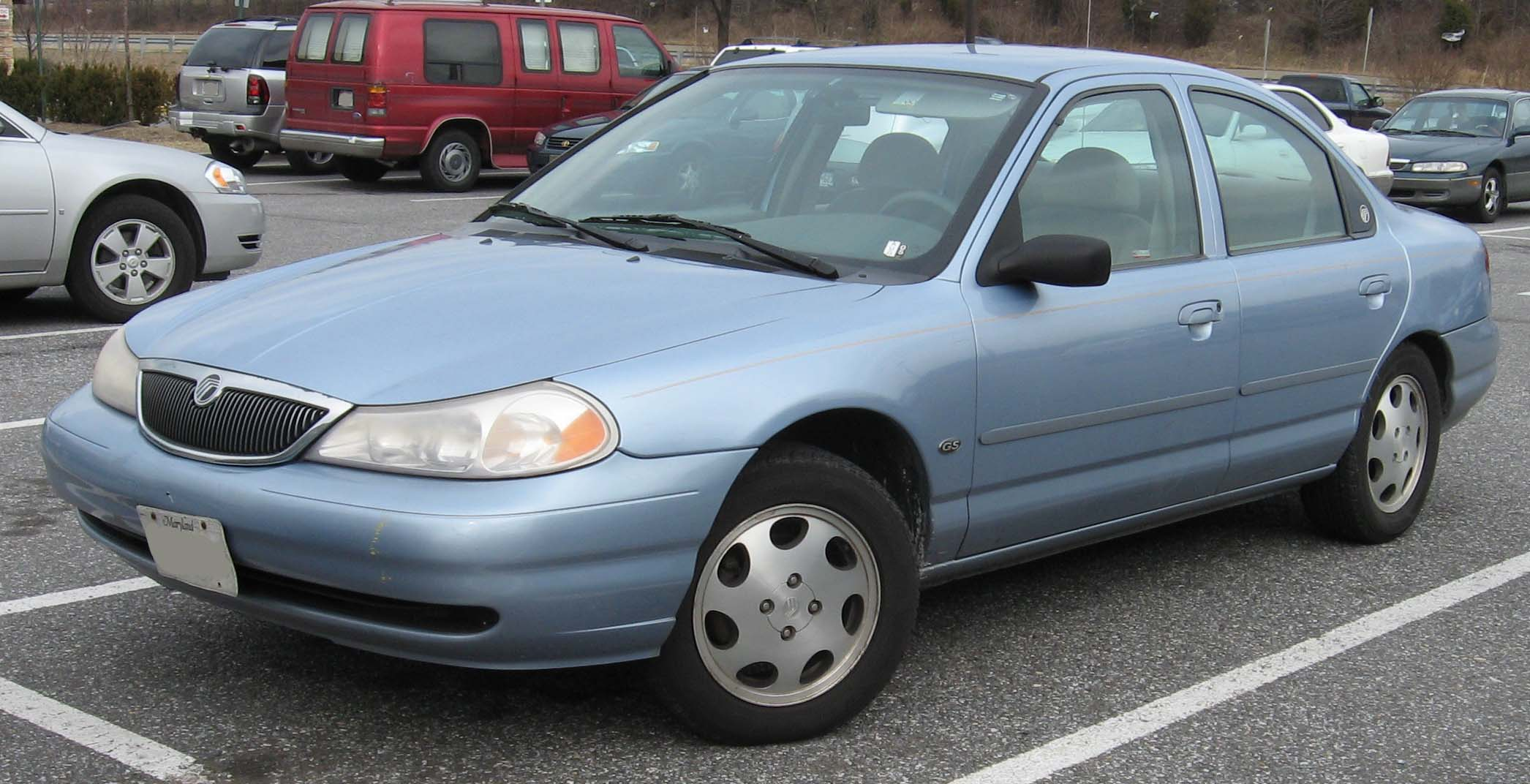
Mercury Mystique segunda serie